# Noureddine Morceli
Noureddine Morceli (en arabe : نور الدين مرسلي, en berbère : ⵏⵓⵕⴷⵉⵏ ⵎⵓⵕⵚⵍⵉ), né le 28 février 1970 à Ténès, est un athlète algérien spécialiste des courses de demi-fond. Vainqueur de quatre titres de champion du monde du 1 500 mètres, dont un en salle, de 1991 à 1995, il devient le premier athlète algérien masculin à remporter un titre olympique, sur cette même distance, lors des Jeux olympiques de 1996, à Atlanta. Il établit par ailleurs sept records du monde (cinq en plein air et deux en salle) sur des distances allant du 1 500 m au 3 000 m. Il est élu athlète de l'année en 1994.

## Biographie

### Débuts prometteurs
Né en 1970 à Ténès, membre d'une famille de neuf enfants, Noureddine Morceli découvre l'athlétisme à l'âge de sept ans en suivant à la télévision le parcours de son frère aîné, Abderrahmane Morceli, champion d'Algérie du 1 500 m, qui se classe quatrième de la Coupe du monde des nations à Montréal. À douze ans, en 1982, alors que son frère est contraint de mettre un terme à sa carrière pour cause de blessure, le jeune Noureddine participe à sa première compétition de course à pied, une épreuve de masse de 3 km le long de la plage de Ténès. Il remporte son premier titre national cadet de cross-country en 1986, et détient déjà des records prometteurs sur le demi-fond avec 1 min 50 s au 800 m et 3 min 50 s 7 au 1 500 m. À dix-huit ans, en 1988, il se classe neuvième de la course juniors des Championnats du monde de cross-country d'Auckland, avant de décrocher la médaille d'argent du 1 500 m lors des championnats du monde juniors, à Grand Sudbury au Canada, derrière le Kényan Wilfred Kirochi. Malgré ces performances, il n'est pas retenu dans l'équipe d'Algérie en vue des Jeux olympiques de Séoul.
Bénéficiant d'une bourse d'études en éducation physique au Riverside College, en Californie, il signe le temps de 3 min 37 s 87 sur 1 500 m en 1989. Il est également chronométré à 46 s 85 sur 400 m et à 1 min 44 s 79 sur 800 m. Il se distingue sur le plan international dès l'année suivante, à l'âge de vingt-ans, en réalisant le temps de 3 min 32 s 60 à Bologne, puis en devançant à quatre reprises l'Est-allemand Jens-Peter Herold, champion d'Europe du 1 500 m en 1990.

### Au sommet du demi-fond mondial
Son premier succès international en catégorie senior intervient en début de saison 1991 à l'occasion des Championnats du monde en salle de Séville où il domine l'épreuve du 1 500 m en 3 min 34 16, devançant finalement de plus d'une seconde l'Espagnol Fermín Cacho. Quelques jours auparavant, l'Algérien avait établi le premier record du monde de sa carrière, toujours sur la piste couverte de Séville, en 3 min 34 s 16. Invaincu sur 1 500 m lors de la saison estivale, réalisant notamment à deux reprises deux chronomètres proches des 3 min 31 s, il figure parmi les favoris à la victoire finale lors des Championnats du monde en plein air de Tokyo. Le 1er septembre 1991, Noureddine Morceli décroche son premier titre mondial en bouclant son 1 500 m en 3 min 32 s 84, devançant largement Wilfred Kirochi (3 min 34 s 84) et Hauke Fuhlbrügge (3 min 35 s 28).
Au printemps 1992, l'Algérien bat le record du monde en salle du 1 000 mètres avec un temps de 2 min 15 s 26, mais voit sa saison freinée par une douleur au dos. En mauvaise forme physique à l'amorce des Jeux olympiques d'été de 1992 de Barcelone, il se qualifie pour la finale du 1 500 m mais se retrouve englué dans le peloton d'une course tactique remportée au sprint par Fermín Cacho en 3 min 40 s 12 seulement. Noureddine Morceli ne termine qu'à une décevante septième place en 3 min 41 s 70. Quatre jours après les Jeux, à Monaco, il signe la meilleure performance mondiale de l'année en 3 min 32 s 75, puis confirme son état de forme à Zurich en établissant un nouveau record d'Algérie en 3 min 30 s 75. Le 6 septembre 1992, à Rieti, pour son ultime course de l'année, Morceli bat de 62/100 le record du monde du 1 500 m détenu depuis la saison 1985 par le Marocain Saïd Aouita, en établissant le temps de 3 min 28 s 86, et en couvrant les 300 derniers mètres en 41 s 56.

### Record du monde du mile, deux nouveaux titres mondiaux
En 1993, il remporte le titre des Jeux méditerranéens, à Narbonne, devant Fermín Cacho, et réalise à cette occasion la meilleure performance mondiale de l'année sur la distance en 3 min 29 s 20. Auteur, peu après, de 2 min 13 s 73 à Villeneuve-d'Ascq sur 1 000 m, il échoue de peu dans sa tentative du record du monde du 3 000 mètres en signant le temps de 7 min 29 s 24 à Monaco.
Parallèlement, par l'intermédiaire de son manager Amar Brahmia, il négocie avec le président de l'IAAF, Primo Nebiolo, une prime pour la participation des meilleurs athlètes aux Mondiaux. Bien qu'il n'ait à aucun moment envisagé de ne pas s'y rendre, l'appréhension de sa défection lui permet d'obtenir une compensation financière, versée à un organisme caritatif (ce coup médiatique a contribué à l'apparition officielle de primes financières, lors des Mondiaux suivants).
Le 22 août, il conserve son titre du 1 500 m à l'occasion des Championnats du monde de Stuttgart en 3 min 34 s 24, distançant de plus d'une seconde l'Espagnol Fermín Cacho et le Somalien Abdi Bile. Crédité de 3 min 46 s 78 sur le Mile, cinq jours plus tard lors du meeting ISTAF de Berlin, l'Algérien établit un nouveau record du monde de la discipline le 5 septembre 1993 à Rieti en parcourant la distance en 3 min 44 s 39, améliorant de près de deux secondes la meilleure marque mondiale détenue depuis 1985 par le Britannique Steve Cram,. Vainqueur de la finale du Grand Prix, à Londres, il est désigné athlète de l'année par le magazine Track and Field News, et est élu sportif mondial de l'année par le journal L'Équipe.
Durant la saison 1994, qui ne donne lieu à aucun championnat international majeur, Noureddine Morceli, se teste sur des distances supérieures. Après avoir établi la meilleure performance mondiale de l'année sur 1 500 m le 8 juillet 1994 à Villeneuve-d'Ascq en 3 min 30 s 61, il établit un nouveau record du monde du 3 000 m en 7 min 25 s 11, le 2 août à Monaco, en parcourant notamment le dernier kilomètre en 2 min 23 s 9. Il réalise par la suite la meilleure performance de sa carrière sur 5 000 m en 13 min 03 s 85 lors du meeting de Zurich. Vainqueur de la finale du Grand Prix, au stade Charléty de Paris, en 3 min 40 s 89, devant le Burundais Vénuste Niyongabo, il remporte le 1 500 m de la Coupe du monde des nations de Londres (3 min 34 s 70), permettant à l'équipe d'Afrique de s'adjuger la première place du classement général final. Il reçoit en fin de saison 1994 de la part de l'IAAF le trophée de l'athlète masculin de l'année, succédant au palmarès au hurdler britannique Colin Jackson.
Il maintient sa domination mondiale en 1995 en remportant onze victoires en onze courses. Améliorant le vieux record mondial du 2 000 m de Saïd Aouita, début juillet à Paris, en 4 min 47 s 88, il se distingue le 12 juillet 1995 lors du Meeting Nikaïa de Nice en abaissant de près d'une seconde et demie son propre record du monde du 1 500 m en 3 min 27 s 37, après avoir bouclé son dernier 400 m en 53 s 8. Désireux de remporter une troisième couronne mondiale d'affilée, l'Algérien domine une nouvelle fois tous ses concurrents lors des Championnats du monde de Göteborg qu'il remporte facilement en 3 min 33 s 73 au terme d'une course tactique. Derrière lui, apparait l'espoir marocain Hicham El Guerrouj, deuxième de la course en 3 min 35 s 28.

### Titre olympique
Aux Jeux olympiques d'Atlanta, le duel attendu sur 1 500 m entre Noureddine Morceli et Hicham El Guerrouj, détenteur de la meilleure performance mondiale de l'année en 3 min 29 s 05, tourne court à la suite de la chute d'El Guerrouj, qui à l'amorce du dernier tour tombe en tapant la chaussure de Morceli. Ce dernier parvient à contrôler la course et l'emporte en 3 min 35 s 75, devant Fermín Cacho et Stephen Kipkorir. Quatre ans après son échec de Barcelone, Morceli décroche son premier titre olympique et devient le premier sportif algérien masculin titré dans cette compétition, le même jour que son compatriote Hocine Soltani, vainqueur du tournoi de boxe dans la catégorie poids légers.
Noureddine Morceli ne parvient pas à remporter une quatrième couronne mondiale consécutive. Lors des Championnats du monde 1997 d'Athènes, l'Algérien termine au pied du podium du 1 500 m derrière Hicham El Guerrouj, Fermín Cacho et Reyes Estévez, en 3 min 37 s 37. Il établit néanmoins le temps de 3 min 30 s 23 sur la distance, quelques jours plus tard, lors du meeting de Zurich. Après une saison 1998 sans performance notable, excepté sa victoire aux Goodwill Games sur le mile, il parvient à se qualifier pour les Championnats du monde de 1999, à Séville, avec temps d'engagement de 3 min 30 s 91 réalisé quelques jours plus tôt à Charléty. En réalisant 3 min 37 s 32, il accède à la finale, qu'il ne termine pas.
Morceli met un terme à sa carrière d'athlète à l'issue des Jeux olympiques d'été de 2000, à Sydney, où il termine douzième et dernier de sa demi-finale. Treize ans après, il est élu au Temple de la renommée de l'IAAF.

### Parcours politique
Le 2 janvier 2020, il est nommé secrétaire d'État chargé du Sport d'élite dans le gouvernement Djerad I. Le 23 juin 2020, Salima Souakri lui succède.

## Palmarès
| Date | Compétition                    | Lieu                  | Résultat | Épreuve | Temps              |
| ---- | ------------------------------ | --------------------- | -------- | ------- | ------------------ |
| 1988 | Championnats du monde juniors  | Sudbury               | 2e       | 1 500 m | 3 min 46 s 93      |
| 1991 | Championnats du monde en salle | Séville               | 1er      | 1 500 m | 3 min 41 s 57      |
| 1991 | Championnats du monde          | Tokyo                 | 1er      | 1 500 m | 3 min 32 s 84      |
| 1992 | Jeux olympiques                | Barcelone             | 7e       | 1 500 m | 3 min 41 s 70      |
| 1993 | Championnats du monde          | Stuttgart             | 1er      | 1 500 m | 3 min 34 s 24      |
| 1993 | jeux méditerranéens            | Languedoc- Roussillon | 1er      | 1 500 m | 3 min 29 s 20 (CR) |
| 1993 | Finale du Grand Prix           | Londres               | 1er      | 1 500 m | 3 min 31 s 60      |
| 1994 | Finale du Grand Prix           | Paris                 | 1er      | 1 500 m | 3 min 40 s 89      |
| 1994 | Coupe du monde des nations     | Londres               | 1er      | 1 500 m | 3 min 34 s 70      |
| 1994 | Goodwill Games                 | Saint-Pétersbourg     | 1er      | 1 500 m | 3 min 48 s 67      |
| 1995 | Championnats du monde          | Göteborg              | 1er      | 1 500 m | 3 min 33 s 73      |
| 1995 | Finale du Grand Prix           | Monaco                | 1er      | 1 500 m | 3 min 28 s 37      |
| 1996 | Jeux olympiques                | Atlanta               | 1er      | 1 500 m | 3 min 35 s 78      |
| 1996 | Finale du Grand Prix           | Milan                 | 2e       | 1 500 m | 3 min 39 s 69      |
| 1997 | Championnats du monde          | Athènes               | 4e       | 1 500 m | 3 min 37 s 37      |
| 1998 | Goodwill Games                 | Uniondale             | 1er      | 1 500 m | 3 min 53 s 39      |

| Date | Compétition                          | Lieu  | Résultat | Épreuve | Temps           |
| ---- | ------------------------------------ | ----- | -------- | ------- | --------------- |
| 1988 | Championnats arabes juniors          | Damas | 1er      | 1 500 m | 3 min 48 s 8 CR |
| 1990 | Championnats maghrébins d'athlétisme | Alger | 1er      | 1 500 m | 4 min 05 s 66   |

## Distinctions personnelles
- Algérie Presse Service meilleur athlète algérien de l'année (5) : 1990, 1991, 1992,1993, 1995

- Champion des champions de L'Équipe (1993)

- Trophée IAAF de l'athlète de l'année (1994)

- Trophée Track and Field News de l'athlète de l'année (1993, 1994)
- Meilleur athlète algérien du cinquantenaire du comité olympique algérien (COA)  (1963-2013)[23]
- «Algérie Presse Service (APS)» meilleur athlète algérien du cinquantenaire (1962-2012)   [24]
- «Algerian Olympic and Sports Awards» le prix spécial pour l'ensemble de leur carrière d'athlète (2016) [25]
- Trophée du Panthéon de la Gloire du sport africain (2016) [26]
- Décoré des insigne de l'Ordre du mérite olympique algérien (2017) [27]

## Records

### Records du monde
Durant sa carrière, Noureddine Morceli améliore cinq records mondiaux en plein air et deux en salle
| Épreuve      | Temps         | Date             | Lieu       |
| ------------ | ------------- | ---------------- | ---------- |
| En plein air |               |                  |            |
| 1 500 m      | 3 min 28 s 86 | 6 septembre 1992 | Rieti      |
| 1 500 m      | 3 min 27 s 37 | 12 juillet 1995  | Nice       |
| Mile         | 3 min 44 s 39 | 5 septembre 1993 | Rieti      |
| 2 000 m      | 4 min 47 s 88 | 3 juillet 1995   | Paris      |
| 3 000 m      | 7 min 25 s 11 | 2 août 1994      | Monaco     |
| En salle     |               |                  |            |
| 1 000 m      | 2 min 15 s 26 | 22 février 1992  | Birmingham |
| 1 500 m      | 3 min 34 s 16 | 28 février 1991  | Séville    |

### Records personnels
| Épreuve      | Temps          | Date             | Lieu              |
| ------------ | -------------- | ---------------- | ----------------- |
| En plein air |                |                  |                   |
| 800 m        | 1 min 44 s 79  | 29 juillet 1991  | Annaba            |
| 1 000 m      | 2 min 13 s 73  | 2 juillet 1993   | Villeneuve-d'Ascq |
| 1 500 m      | 3 min 27 s 37  | 12 juillet 1995  | Nice              |
| Mile         | 3 min 44 s 39  | 5 septembre 1993 | Rieti             |
| 2 000 m      | 4 min 47 s 88  | 3 juillet 1995   | Paris             |
| 3 000 m      | 7 min 25 s 11  | 2 août 1994      | Monaco            |
| 5 000 m      | 13 min 03 s 85 | 17 août 1994     | Zurich            |
| En salle     |                |                  |                   |
| 1 000 m      | 2 min 15 s 26  | 22 février 1992  | Birmingham        |
| 1 500 m      | 3 min 34 s 16  | 28 février 1991  | Séville           |
| Mile         | 3 min 50 s 70  | 20 février 1993  | Birmingham        |

## Meilleures performances de l'année
Noureddine Morceli détient la meilleure performance mondiale de l'année sur 1 500 m six années consécutivement de 1990 à 1995. Il termine ailleurs à cinq reprises en tête des bilans mondiaux de fin d'année sur l'épreuve du mile en 1991, et de 1993 à 1996. Il est invaincu sur ces deux distances de 1992 à 1996.
| Année | Temps         | Date              | Lieu              | Rang |
| ----- | ------------- | ----------------- | ----------------- | ---- |
| 1988  | 3 min 40 s 41 | 16 juillet 1988   | Gateshead         | -    |
| 1989  | 3 min 37 s 87 | 12 septembre 1989 | Vérone            | -    |
| 1990  | 3 min 32 s 60 | 18 juillet 1990   | Bologne           | 1    |
| 1991  | 3 min 31 s 00 | 27 juin 1991      | Helsinki          | 1    |
| 1991  | 3 min 31 s 00 | 7 août 1991       | Zurich            | 1    |
| 1992  | 3 min 28 s 86 | 6 septembre 1992  | Rieti             | 1    |
| 1993  | 3 min 29 s 20 | 20 juin 1993      | Narbonne          | 1    |
| 1994  | 3 min 30 s 61 | 8 juillet 1994    | Villeneuve-d'Ascq | 1    |
| 1995  | 3 min 27 s 37 | 12 juillet 1995   | Nice              | 1    |
| 1996  | 3 min 29 s 50 | 28 juin 1996      | Paris             | 2    |
| 1997  | 3 min 30 s 23 | 13 août 1997      | Zurich            | 6    |
| 1998  | 3 min 33 s 58 | 30 août 1998      | Rieti             | 21   |
| 1999  | 3 min 30 s 91 | 21 juillet 1999   | Paris             | 5    |
| 2000  | 3 min 38 s 41 | 25 septembre 2000 | Sydney            | -    |